# Willem Anton van Vloten
Willem Anton van Vloten (Bandoeng, 7 juni 1941) is een Nederlands dermatoloog en emeritus gewoon hoogleraar.
Van Vloten studeerde geneeskunde aan de Rijksuniversiteit Leiden waar hij op 19 juni 1974 afstudeerde. Hij werd benoemd tot hoogleraar huid- en geslachtsziekten in Leiden in 1980. Daarna werd hij benoemd tot hoogleraar dermatologie aan de Rijksuniversiteit Utrecht op 8 november 1984 en ging per 1 juni 2001 met emeritaat.
In 1999 won hij de Van Vlissingenprijs van de Stichting 'Ank van Vlissingen Fonds' welke wordt toegekend aan personen en instanties die een belangrijke bijdrage hebben geleverd bij het onderzoek naar de oorzaken en behandeling van kwaadaardige lymfeklierziekten en het verbeteren van de levenskwaliteit van patiënten die aan dergelijke aandoeningen lijden.